# Geddington
Geddington is een civil parish in het bestuurlijke gebied Kettering, in het Engelse graafschap Northamptonshire met 1503 inwoners.